# Wilfredo Alarcón
Carlos Wilfredo Alarcón Ferrada (Curacautín, Chile, 18 de septiembre de 1932 - Temuco, Chile, 2 de julio de 2010) fue un sacerdote católico chileno, que fue encarcelado, torturado y que sobrevivió a un intento de fusilamiento por parte de agentes de la dictadura de Augusto Pinochet.

## Historia
El padre Wilfredo cumplía labores como sacerdote de la comuna de Perquenco cuando fue detenido el 13 de septiembre de 1973 por efectivos de carabineros provenientes de la ciudad de Lautaro. Se le acusó de "calumniar y difamar" a las Fuerzas Armadas en una misa, de realizar tomas ilegales de tierras y ser militante del MIR. Estuvo una semana detenido en la cárcel de Lautaro, donde fue sometido a múltiples interrogatorios. La noche del 17 de septiembre del mismo año, amarrado de pies y manos con alambre de púas y en el pick-up de una camioneta fue trasladado a la Base Aérea Maquehue de Temuco. En el lugar, fue víctima de envenenamiento y brutales golpizas. Posteriormente, fue llevado por sus captores a orillas del río Cautín donde fue fusilado. Su cuerpo torturado y baleado, pero sin heridas mortales, flotó 200 metros en un canal logrando sobrevivir.
Gracias a gestiones realizadas por Monseñor Bernardino Piñera consiguió la protección del Obispado y logró exiliarse en Argentina, residiendo en la parroquia de Neuquén.
Desde estos sucesos, comenzó a fabricar jesucristos tallando raíces de árboles. En 1978 regresó al país y siguió su ministerio en la Región de la Araucanía. Algunas de sus artesanías se preservan hasta hoy en el Museo de la Memoria.
Se secularizó, tuvo dos hijos y en julio de 2010 falleció alejado del clero. 37 años después de su fusilamiento sumario.